# Nicholas Stoller
Nicholas Allen Stoller (* 19. März 1976 in London) ist ein britisch-amerikanischer Regisseur und Drehbuchautor.

## Leben
Stoller wurde als Sohn englischer Juden in London geboren, wuchs aber in Miami im US-Bundesstaat Florida auf.
Im Jahr 2000 gab er sein Debüt als Drehbuchautor mit seiner Arbeit an einer Folge der Serie Strangers with Candy. Von 2001 bis 2002 war er als solcher an drei Folgen von American Campus – Reif für die Uni? beteiligt.
Mit Dick und Jane aus dem Jahr 2005 war er erstmals an einer größeren Produktion beteiligt, für Die Eisprinzen (2007) komponierte er einen Song. 2008 führte er bei Nie wieder Sex mit der Ex von Apatow Productions erstmals Regie, in seinem nächsten Film Männertrip (2010) übernahm Russell Brand erneut die Rolle des Rockers Aldous Snow, trotzdem ist der Film nur bedingt als Fortsetzung zu betrachten.
Abgesehen von seinen eigenen Werken war und ist Stoller als Drehbuchautor und Ausführender Produzent auch an anderen Produktionen beteiligt, so auch an Die Muppets (2011). Bei mehreren Projekten arbeitete er mit dem Schauspieler und Drehbuchautor Jason Segel zusammen.

## Filmografie (Auswahl)
als Drehbuchautor
- 2005: Dick und Jane (Fun with Dick and Jane)
- 2008: Der Ja-Sager (Yes Man)
- 2010: Männertrip (Get him to the Greek)
- 2010: Gullivers Reisen – Da kommt was Großes auf uns zu (Gulliver's Travels)
- 2011: Die Muppets (The Muppets)
- 2012: Entry Level (Fernsehfilm)
- 2012: Fast verheiratet (The Five-Year Engagement)
- 2014: Sex Tape
- 2016: Bad Neighbors 2 (Neighbors 2: Sorority Rising)
- 2016: Zoolander 2
- 2016: Störche – Abenteuer im Anflug (Storks)
- 2017: Captain Underpants: Der supertolle erste Film (Captain Underpants: The First Epic Movie)
- 2017–2019: Friends from College (Fernsehserie, Schöpfer, 16 Episoden)
- 2018: Night School
- 2019: Dora und die goldene Stadt (Dora and the Lost City of Gold)
- 2022: Bros
- 2023: Platonic (Fernsehserie)
- 2025: Ihr seid herzlich eingeladen (You’re Cordially Invited)
- 2025: Animal Farm

als Regisseur
- 2008: Nie wieder Sex mit der Ex (Forgetting Sarah Marshall)
- 2010: Männertrip (Get Him to the Greek)
- 2012: Fast verheiratet (The Five-Year Engagement)
- 2012: Entry Level (Fernsehfilm)
- 2014: Bad Neighbors (Neighbors)
- 2016: Bad Neighbors 2 (Neighbors 2: Sorority Rising)
- 2016: Störche – Abenteuer im Anflug (Storks)
- 2017–2019: Friends from College (Fernsehserie, 13 Episoden)
- 2022: Bros
- 2023: Platonic (Fernsehserie)
- 2025: Ihr seid herzlich eingeladen (You’re Cordially Invited)